# Березовое (Полтавская область)
Березовое (укр. Березове) — село,
Филенковский сельский совет,
Чутовский район,
Полтавская область,
Украина.
Код КОАТУУ — 5325483703. Население по переписи 2001 года составляло 50 человек.

## Географическое положение
Село Березовое находится на расстоянии в 2,5 км от сёл Воеводское и Байрак.
По селу протекает пересыхающий ручей с запрудой.